# Richard Erdoes
Richard Erdoes (auch: Erdős und Erdös, * 12. Juli 1912 in Frankfurt am Main; † 16. Juli 2008 in Santa Fe, New Mexico, USA) war ein ungarisch-österreichisch-amerikanischer Künstler und Publizist. In den Vereinigten Staaten erreichten seine Bücher und Fotobände, von denen die meisten in mehrere Sprachen übersetzt wurden und laufend neu aufgelegt wurden, einen großen Bekanntheitsgrad.

## Leben
Richard Erdoes wurde als Sohn des ungarisch-jüdischen Opernsängers Richárd Erdős (1881–1912) geboren, der noch vor seiner Geburt starb. Erdoes schrieb Kurzgeschichten und war als Karikaturist für die Zeitungen Der Tag und Die Stunde tätig. Nach dem Anschluss Österreichs hielt er sich versteckt und floh 1939 über Berlin nach Belgien und Frankreich. 1940 ging er von Großbritannien in die Vereinigten Staaten, wo er bis 1970 hauptsächlich als Fotograf, Illustrator, unter anderem für Time Inc., Life, National Geographic, Vogue, Harpers Baazar, Fortune und New York Times, tätig war. Für Erika Mann illustrierte er 1942 A Gang of Ten. Er illustrierte auch das Buch Come over to My House des bekannten Kinderbuchautors Theodor Seuss Geisel (Dr. Seuss). 1958 wurde Erdoes US-amerikanischer Staatsbürger. Nach 1970 setzte er sich verstärkt mit den amerikanischen Indianerkulturen auseinander, was bald zu seinem neuen Haupttätigkeitsfeld wurde. Er initiierte zudem Veröffentlichungen, die die Rolle der Frauen im Aufstand der amerikanischen indianischen Bewegung gegen Menschenrechtsverletzungen in den USA 1973 am Wounded Knee herausarbeiteten (mit Mary Crow Dog).
Erdoes' umfangreiches Film- und Fotoarchiv dokumentiert Alltag, Rituale und politischen Widerstand der nordamerikanischen Ureinwohner.
Richard Erdoes lebte in Santa Fe (New Mexico).

## Werke
- John Fire Lame Deer, Richard Erdoes: Tahca Ushte, Medizinmann der Sioux, diverse Auflagen seit 1972, z. B. DTV, München, 1997, ISBN 3-471-77423-8
- Richard Erdoes, Alfonso Ortiz: American Indian Myths and Legends
- Mary Crow Dog, Richard Erdoes: Ohitika Woman
- Mary Crow Dog, Richard Erdoes: Lakota Woman
- Richard Erdoes: Saloons of the Old West
- Richard Erdoes, Crying for a Dream: The World through Native American Eyes
- Richard Erdoes, Chief Archie Fire Lame Deer: Gift of Power: The Life and Teachings of a Lakota Medicine Man
- Richard Erdoes, Leonard Crow Dog: Crow Dog - Four Generations Of Sioux Medicine Men
- Richard Erdoes: Der Donnerträumer – Erinnerungen. Picus Verlag, Wien 1999
- Dennis Banks, Richard Erdoes: Ojibwa Warrior: Dennis Banks and the Rise of the American Indian Movement. Norman, Oklahoma, University of Oklahoma Press, 2004, ISBN 0-8061-3580-8

### Zeichentrickfilme
- „Carmen“ (1935) (gemeinsam mit Susi Weigel und Bil Spira)[2][3]
- „Der falsche Mustapha“ (1936) (gemeinsam mit Bil Spira)[4]

## Film
1999 erschien der Dokumentarfilm Stein Weißer Mann von Martina Theininger und seinem Cousin Georg Schrom. Das Buch „Lakota Woman“ wurde ebenfalls verfilmt und wurde dadurch auch auf dem europäischen Kontinent bekannt.

## Kritik
Erdoes' Bücher über die Pueblo-Kultur, The Pueblo Indians (1969) und The Rain Dance People: The Pueblo Indians, Their Past and Present (1976) wurden von dem Literaturmagazin „Kirkus Reviews“ kritisiert. The Pueblo Indians sei ein vager Wust von Allgemeinplätzen, schlampigen Differenzierungen und unbegründeten Schlussfolgerungen; lediglich die Abschnitte über Kunst und Handwerk seien auf touristischem Niveau von einem gewissen Interesse. In The Rain Dance People sei Erdoes eine gleichgültige Vereinfachung und geschwätzige Herablassung nicht abzusprechen.
Im Zusammenhang mit seinem Buch Lame Deer: Seeker of Visions (Deutsch: Tahca Ushte, Medizinmann der Sioux) wurde Erdoes vorgeworfen, er verbreite „Pop-Pantheismus“, plagiiere andere Werke wie z. B. der Ethnologin Frances Densmore, schreibe sie in seinem Sinne um und erfinde Überlieferungen der Lakota. Einige seiner erfundenen Überlieferungen seien „unterhaltsame und relativ harmlose Täuschungen“, andere könnten negative Auswirkungen auf die Entwicklung der Lakota-Kultur haben. Das Buch schaffe „eine Vorlage für diejenigen, die die Lakota-Kultur imitieren wollen“.

## Auszeichnungen
- American Book Award (1990)
- Österreichisches Ehrenkreuz für Wissenschaft und Kunst I. Klasse (1999)[1]